# Rinderbremse
Die Rinderbremse (Tabanus bovinus) ist eine in Europa vorkommende Fliegenart aus der Familie der Bremsen (Tabanidae).

## Merkmale
Rinderbremsen erreichen eine Körpergröße von 19 bis 25 Millimetern, wobei der kräftige Körper eine bräunlich-graue Färbung aufweist. Die Flügel sind ebenfalls bräunlich-grau und mit gelbbraunen Adern durchzogen. Entlang des Thorax befinden sich deutliche Längsstreifen. Der Hinterleib weist am Rücken helle, dreieckige Flecken auf, die zu einer schmalen hellen Linie am Ende eines jeden Segmentes auslaufen. Die Seiten des Abdomens sind rötlicher gefärbt als bei anderen Vertretern der Gattung Tabanus. Das Weibchen hat einen kräftigen Stechrüssel, der beim Männchen zurückgebildet ist.
Die Facettenaugen sind grünlich und haben schmale bräunliche Querstreifen. Dies unterscheidet sie von der ähnlichen Pferdebremse (Tabanus sudeticus), deren Augen dunkelbraun gefärbt sind. Auch besitzt diese Art deutlicher abgegrenzte dreieckige Flecken am Rücken des Hinterleibs.

## Verbreitung
Das Verbreitungsgebiet umfasst Europa, Nordasien und Nordwestafrika. Die Art lebt bevorzugt auf Weiden und an Waldrändern und kommt bis in einer Höhe von etwa 2000 Metern vor.

## Lebensweise
Die Männchen leben von Pflanzensäften und Nektar, wodurch sie als Bestäuber dienen. 
Das Weibchen ernährt sich parasitär von Blut. Wie der Name bereits erahnen lässt, wird das Blut von Rindern bevorzugt, jedoch können sie sich auch von anderen Säugetieren ernähren. Beim durchaus schmerzhaften Stich wird der Blutgerinnungshemmer Tabanin injiziert, der dafür sorgt, dass die Wunde nachblutet. Wie die meisten Bremsen benötigen die Weibchen der Rinderbremse vor der Eiablage mindestens eine Blutmahlzeit. Die Eier werden in geschichteten Paketen an Pflanzen in Wassernähe gelegt. 
Die Larve ernährt sich räuberisch von Würmern, Insektenlarven und kleinen Insekten. Wenn sie genug Nährstoffe gespeichert hat, zieht sie sich in den Schlamm am Grund des Gewässers oder ins feuchte Erdreich zum Verpuppen zurück. Die Puppenruhe dauert etwa 2 bis 3 Wochen. Dann schlüpfen die fertig entwickelten Bremsen.